# Кокія (рослина)
Кокія (Kokia) — рід квіткових рослин родини мальвових (Malvaceae). Включає чотири види, що є ендеміками Гавайських островів.

## Види
- Kokia cookei O.Deg.
- Kokia drynarioides (Seem.) Lewton
- Kokia kauaiensis (Rock) O.Deg. & Duvel
- Kokia lanceolata Lewton